# Adalbero II. von Ebersberg
Adalbero II. von Ebersberg (* um 980/85; † 27. März 1045 auf Burg Persenbeug) aus der Familie der Sieghardinger war von 1029 bis 1045 Graf von Ebersberg.

## Leben
Er war der älteste Sohn des Grafen Ulrich von Ebersberg († 1029) und der Richardis von Viehbach, Tochter Graf Markwarts II. von Viehbach (Eppensteiner).
Er erhielt das Kanonikerstift Ebersberg, das er um 1040 in ein Benediktinerkloster umwandelte. Im Jahr 1040 trat er sein Reichslehen Benediktbeuern an das neu gegründete gleichnamige Kloster ab.
Adalbero war verheiratet mit Richlind († 1045), der einzigen Tochter des welfischen Grafen Rudolf II. von Altdorf und der Ita von Schwaben. Mit Adalbero II. starben die Grafen von Ebersberg aus.
Die Reisegesellschaft von Heinrich III. hatte Halt gemacht bei der Gräfin Richlinde von Ebersberg auf Schloss Persenbeug, die vor der Aufgabe stand, das Erbe ihres gerade verstorbenen Mannes zu verteilen. Bei einem umfangreichen Festmahl der Gastgeberin brach eine tragende Säule unterhalb des Festsaales und löste den Einsturz des kompletten Bodens aus. Dabei wurde der König leicht verletzt, die Gastgeberin, der Würzburger Bischof Bruno und der Abt Altmann des Klosters Ebersberg aber so schwer, dass sie die nächsten Tage nicht überlebten.